# Риманів (гміна)
Гміна Риманів (пол. Gmina Rymanów) — місько-сільська гміна у східній Польщі. Належить до Кросненського повіту Підкарпатського воєводства.
Станом на 31 грудня 2011 у гміні проживало 15687 осіб.

## Територія
Згідно з даними за 2007 рік площа гміни становила 165.79 км², у тому числі:
- орні землі: 54,00%
- ліси: 34,00%

Таким чином, площа гміни становить 17,95% площі повіту.

## Історія
Об'єднана сільська гміна Риманів Сяніцького повіту Львівського воєводства утворена 1 серпня 1934 р. внаслідок об'єднання дотогочасних (збережених від Австро-Угорщини) громад сіл (гмін): Балутянка, Бзянка, Дошно, Глибоке, Климківка, Королик Польський, Королик Волоський, Ладин, Мільча, Посада Гірна, Посада Дольна, Пулави, Рудавка Риманівська, Синява, Тернавка, Віслочок, Волтушова,  Вілька, Вороблик Шляхетський, Завої.

## Релігія
До виселення лемків у 1945 році в СРСР та депортації в 1947 році в рамках акції Вісла у селах гміни були греко-католицькі церкви парафій

### Риманівського деканату
- парафія Вороблик Королівський: Вороблик Королівський, Вороблик Шляхетський, Ладин, Риманів
- парафія Дошно: Дошно, Балутянка, Волтушова, Посада Гірна, Риманів-Здрій
- парафія Королик Волоський: Королик Волоський, Королик Польський
- парафія Синява: Синява, Мочарне-Бартошів, Глибоке
- парафія Тарнавка: Тернавка, Віслочок, Завої, Рудавка Риманівська

### Буківського деканату
- парафія Пулави: Пулави

## Населені пункти
Солтиства:
- Балутянка
- Бзянка
- Віслочок
- Вороблик Королівський
- Вороблик Шляхетський
- Глибоке
- Змислівка
- Климківка
- Королик Польський
- Ладин
- Лази
- Мільча
- Посада Гірна
- Пулави
- Риманів
- Синява

Села (не є адмінодиницями):
- Дошно
- Вілька
- Завої
- Рудавка Риманівська
- Риманів-Здрій
- Тернавка

## Населення
Станом на 31 грудня 2011:
| Опис     | Загалом | Загалом | Чоловіки | Чоловіки | Жінки | Жінки |
| -------- | ------- | ------- | -------- | -------- | ----- | ----- |
| одиниця  | осіб    | %       | осіб     | %        | осіб  | %     |
| все      | 15687   | 100     | 7680     | 48.96    | 8007  | 51.04 |
| міське   | 3711    | 100     | 1804     | 48.61    | 1907  | 51.39 |
| сільське | 11976   | 100     | 5876     | 49.06    | 6100  | 50.94 |

## Сусідні гміни
Гміна Риманів межує з такими гмінами: Босько, Буківсько, Гачув, Дукля, Заршин, Івонич-Здруй, Команча, Мейсце-П'ястове, Ясліська.